# Parodon apolinari
Parodon apolinari är en fiskart som beskrevs av Myers, 1930. Parodon apolinari ingår i släktet Parodon och familjen Parodontidae. Inga underarter finns listade i Catalogue of Life.